# Вулиця Братів Шеметів
Вулиця Братів Шеметів — вулиця в Голосіївському районі міста Києва, масив Теремки. Пролягає від вулиці Родини Кістяківських до вулиці Юрія Немирича.

## Історія
Виникла наприкінці 2010-х під проєктною назвою вулиця Проєктна 12971. Назва — на честь родини видатних відомих громадських, політичних та культурних діячів, засновників перших українських періодичних видань у Наддніпрянській Україні, близьких соратників Гетьмана Павла Скоропадського, борців за незалежність братів Володимира, Миколи та Сергія Шеметів — з 2019 року.
Усі будинки, що розташовуються та споруджуються на вулиці відносяться до ЖК «Respublika».